# Joyce Carol Oates
Pour les articles homonymes, voir Oates.
Joyce Carol Oates [ d͡ʒɔɪs ˈkærəl oʊts], née le 16 juin 1938 à Lockport dans l'État de New York, est une femme de lettres américaine prolifique, à la fois poétesse, romancière, nouvelliste, dramaturge et essayiste. Elle a également publié plusieurs romans policiers sous les pseudonymes Rosamond Smith et Lauren Kelly.
Parmi ses romans les plus célèbres on peut trouver Nous étions les Mulvaney (1996), Un livre de martyrs américains (2017), Reflets en eau trouble (1992) et Blonde (2000) qui est considéré comme le « chef-d'œuvre de sa carrière ». Son roman semi-biographique a pu bénéficier d'une adaptation télévisée peu de temps après sa sortie et d'une adaptation cinématographique au début des années 2020.
Reconnue comme une des plus grandes écrivaines américaines du XXIe siècle, Joyce Carol Oates a reçu de nombreux prix pour son travail. Elle a notamment été à deux reprises finaliste du Prix Pulitzer, et son nom est régulièrement cité pour le Prix Nobel de littérature.

## Biographie

### Jeunesse et formation
Née en 1938 dans l'État de New York, elle est la fille de Frederic Oates, dessinateur industriel, et de Carolina, femme au foyer. Sa grand-mère paternelle, Blanche Woodside, vit avec la famille et est très proche de Joyce, qui l'évoquera dans son roman La Fille du fossoyeur (The Gravedigger's Daughter, 2007). Elle a un frère, Fred Jr, né en 1943, et une sœur, autiste, Lynn Ann, née en 1956.
Très tôt, elle s'intéresse à la lecture, notamment au conte de Lewis Carroll, Alice aux pays des merveilles, que lui a offert sa grand-mère, et dont elle dira qu'il fut sa plus grande influence littéraire.
À l'adolescence, elle découvre les écrits de William Faulkner, Fiodor Dostoïevski, Henry David Thoreau, Ernest Hemingway, Charlotte Brontë et Emily Brontë, qui l'influenceront beaucoup par la suite. Elle commence à écrire dès l'âge de 14 ans, lorsque sa grand-mère lui donne une machine à écrire.
Elle travaille pour le journal de son lycée, le Williamsville South High School, dont elle sort diplômée en 1956 (elle est d'ailleurs la première dans sa famille à obtenir un diplôme d'enseignement secondaire).
Elle obtient alors une bourse pour l'université de Syracuse, où elle commence à écrire des romans, dont elle n'est jamais réellement satisfaite. À 19 ans, elle « connaît un premier succès en gagnant, avec la nouvelle In the World, le concours organisé par [le magazine] Mademoiselle »,. Elle sort diplômée de l'université de Syracuse en 1960, puis obtient une maîtrise universitaire en Lettres de l'université du Wisconsin à Madison en 1961. Peu après, elle épouse Raymond J. Smith, un étudiant de la même université, qui deviendra professeur de littérature anglaise. En 1962, le couple s'installe à Détroit, au Michigan, « une ville où la violence et les tensions raciales sont vives. À son propos, Joyce Carol Oates dit : « Détroit, mon grand sujet, a fait de moi la personne que je suis, et en conséquence l'écrivain que je suis, pour le meilleur et pour le pire. » Cette ville, qui a également inspiré Elmore Leonard et Loren D. Estleman, est le cadre de son premier chef-d'œuvre, Eux (Them, 1969), couronné par le National Book Award »,.
Elle commence à enseigner brièvement à Beaumont, au Texas, puis, en 1968, à l'Université de Windsor, en Ontario, au Canada. Dix ans plus tard, elle décroche un poste de professeur en création littéraire à l'université de Princeton, dans le New Jersey. Elle enseigne dans cette institution jusqu'en 2014.
Son premier époux décède en 2008 et elle se remarie en 2009 avec Charlie Gross, un chercheur en neurosciences. Charlie Gross décède à son tour en avril 2019.

### Carrière littéraire
Peu de temps après l'obtention de son diplôme, elle rencontre Evelyn Schrifte, la directrice des éditions Vanguard, à qui elle fait une forte impression. Son premier ouvrage, un recueil de nouvelles intitulé By the North Gate, est publié par cette maison en 1963.
Depuis, elle publie des romans, des essais, des nouvelles, du théâtre et de la poésie ; au total plus de soixante-dix titres. Fine psychologue, elle « aime les personnages ambigus, leurs zones d'ombre et leurs secrets. La violence et les pulsions sexuelles présentes dans certains de ses récits sont proches de celles que l'on retrouve dans le roman noir ». Elle a d'ailleurs écrit plusieurs romans policiers sous les pseudonymes de Rosamond Smith et de Lauren Kelly. À l'opposé de ces textes ancrés dans la réalité sociologique américaine, l'autre versant de l'œuvre de Joyce Carol Oates use d'un réalisme magique dans des romans gothiques contemporains, où apparaissent les influences conjuguées de William Faulkner, Franz Kafka, Thomas Mann et, surtout, Flannery O'Connor, notamment la Tétralogie du Pays des merveilles, qui inclut le roman Eux (Them, 1969), lauréat du National Book Award, et dans la Saga gothique, qui s'amorce avec le roman Bellefleur (1980) et s'achève avec Maudits (The Accursed, 2013).
Un peu à part dans l'ensemble de l'œuvre, son roman Blonde, inspiré de la vie de Marilyn Monroe et publié pratiquement dans le monde entier, lui vaut les éloges unanimes de la critique, tout comme le roman Les Chutes (The Falls, 2004) grâce auquel elle remporte en France le Prix Femina étranger. Elle suscite aussi la controverse à plusieurs reprises, notamment avec son roman de littérature d'enfance et de jeunesse intitulé Sexy (2005), qui aborde de front les thèmes de l'adultère, de la pédophilie et de l'homosexualité.
Excellente nouvelliste, elle signe aussi de courts romans, dont le plus reconnu demeure Reflets en eau trouble (Black Water, 1992), qui revient sur le fait divers de l'accident de Chappaquiddick.
Essayiste, elle donne des études sur les œuvres de D. H. Lawrence et Oscar Wilde et s'intéresse également à l'écriture féminine et à la boxe.
L'écrivaine est membre de Mensa et est souvent citée parmi les favoris pour l'obtention du prix Nobel de littérature.
Alors qu'elle enseigne toujours la littérature à l'université de Princeton, son époux, Raymond J. Smith meurt en février 2008. Il dirigeait une revue littéraire canadienne, l'Ontario Review.
Au cours de sa carrière elle a remporté de nombreux prix pour ses écrits, notamment: le National Book Award, pour son roman Eux (1969), deux O. Henry Awards, la National Humanities Medal et le Jerusalem Prize (2019) ainsi que le Prix mondial Cino-Del-Duca en 2020. Ses romans Corky (1994) et Blonde (2000) et ses recueils de nouvelles La Roue de l'amour (1970) et Lovely, Dark, Deep: Stories (2014) ont chacun été finalistes pour le prix Pulitzer. En mai 2020, Joyce Carol Oates est honorée par l'Institut de France du prix mondial Cino-Del-Duca, saluant en elle la conjonction d'une immense autrice et d'une grande humaniste.

## Œuvres

### Romans

#### Tétralogie du Pays des merveilles
- A Garden of Earthly Delights (1967) Publié en français sous le titre Le Jardin des délices, Paris, Stock, 1976  (ISBN 2-234-00490-X)
- Expensive People (1968) Publié en français sous le titre Des gens chics, Paris, Stock, 1970
- Them (1969) Publié en français sous le titre Eux, Paris, Stock, 1971 ; réédition dans une traduction révisée, Paris, Stock, 2007  (ISBN 978-2-234-05996-2) ; réédition, Points coll. « Signature » no 2023, 2008  (ISBN 978-2-7578-0944-0)
- Wonderland (1971) Publié en français sous le titre Le Pays des merveilles, Paris, Stock, coll. « Le Cabinet cosmopolite », 1985  (ISBN 2-234-00085-8) ; réédition, Paris, LGF coll. « Le Livre de poche. Biblio » no 3070, 1986  (ISBN 2-253-03859-8)

#### Saga gothique
- Bellefleur (1980) Publié en français sous le titre Bellefleur, Paris, Stock, coll. « La Cosmopolite », 1981  (ISBN 2-234-01439-5) ; réédition, Paris, LGF coll. « Le Livre de poche. Biblio » no 32437, 2011  (ISBN 978-2-253-16300-8)
- A Bloodsmoor Romance (1982) Publié en français sous le titre La Légende de Bloodsmoor, Paris, Stock, coll. « Nouveau Cabinet cosmopolite », 1985  (ISBN 2-234-01784-X) ; réédition, Paris, LGF coll. « Le Livre de poche. Biblio » no 32787, 2012  (ISBN 978-2-253-16301-5)
- Mysteries of Winterthurn (1984) Publié en français sous le titre Les Mystères de Winterthurn, Paris, Stock, coll. « Nouveau Cabinet cosmopolite », 1987  (ISBN 2-234-01996-6) ; réédition, Paris, Stock, coll. « La Cosmopolite », 2011  (ISBN 978-2-234-07113-1) ; réédition, Paris, LGF coll. « Le Livre de poche. Biblio » no 32825, 2012  (ISBN 978-2-253-16299-5)
- My Heart Laid Bare (1998) Publié en français sous le titre Mon cœur mis à nu, Paris, Stock, coll. « La Cosmopolite », 2001  (ISBN 2-234-05397-8); réédition, Paris, LGF coll. « Le Livre de poche. Biblio » no 15536, 2003  (ISBN 2-253-15536-5)
- The Accursed (2013) Publié en français sous le titre Maudits, Paris, Philippe Rey, 2015  (ISBN 978-2-84876-422-1)

#### Autres romans
- With Shuddering Fall (1964)
- Do With Me What You Will (1973) Publié en français sous le titre Faites de moi ce que vous voulez, Paris, Stock, coll. « Le Cabinet cosmopolite », 1977  (ISBN 2-234-00671-6)
- The Assassins (1975)
- Childwold (1976) Publié en français sous le titre Haute Enfance, Paris, Stock, coll. « Nouveau Cabinet cosmopolite », 1978  (ISBN 2-234-00756-9) ; réédition, Paris, LGF coll. « Le Livre de poche. Biblio » no 3266, 1996  (ISBN 2-253-93266-3)
- Son of the Morning (1978)
- Cybele (1979)
- Unholy Loves (1979) Publié en français sous le titre Amours profanes, Paris, Stock, coll. « Nouveau Cabinet cosmopolite », 1982  (ISBN 2-234-01404-2) ; réédition, Paris, LGF coll. « Le Livre de poche. Biblio » no 3249, 1995  (ISBN 2-253-93249-3)
- Angel of Light (1981)
- Solstice (1985) Publié en français sous le titre Solstice, Paris, Stock, coll. « Nouveau Cabinet cosmopolite », 1991  (ISBN 2-234-02245-2) ; réédition, Paris, LGF coll. « Le Livre de poche. Biblio » no 3350, 2001  (ISBN 2-253-93350-3)
- Marya: A Life (1986) Publié en français sous le titre Marya, une vie, Paris, Stock, coll. « Nouveau Cabinet cosmopolite », 1988  (ISBN 2-234-02091-3) ; réédition, Paris, Stock, coll. « La Cosmopolite », 2012  (ISBN 978-2-234-07114-8) ; réédition, Paris, LGF coll. « Le Livre de poche. Biblio » no 33494, 2014  (ISBN 978-2-253-09968-0)
- You Must Remember This (1987) Publié en français sous le titre Souvenez-vous de ces années-là, Paris, Stock, coll. « Nouveau Cabinet cosmopolite », 1990  (ISBN 2-234-02251-7)
- American Appetites (1989) Publié en français sous le titre Le Goût de l'Amérique, Paris, Stock, coll. « Nouveau Cabinet cosmopolite », 1994  (ISBN 2-234-04286-0)
- Because It Is Bitter, and Because It Is My Heart (1990) Publié en français sous le titre Cette saveur amère de l'amour, Paris, Stock, coll. « Nouveau Cabinet cosmopolite », 1992  (ISBN 2-234-02503-6)
- Foxfire: Confessions of a Girl Gang (1993) Publié en français sous le titre Confessions d'un gang de filles, Paris, Stock, coll. « Nouveau Cabinet cosmopolite », 1995  (ISBN 2-234-04482-0) ; réédition, Paris, LGF coll. « Le Livre de poche » no 3293, 1998  (ISBN 2-253-93293-0) ; réédition, Paris, Stock, coll. « La Cosmopolite », 2012  (ISBN 978-2-234-07478-1) ; réédition, Paris, LGF coll. « Le Livre de poche » no 33321, 2014  (ISBN 978-2-253-19487-3)
- What I Lived For (1994) Publié en français sous le titre Corky, Paris, Stock, coll. « Nouveau Cabinet cosmopolite », 1996  (ISBN 2-234-04580-0) ; réédition, Paris, Stock, coll. « La Cosmopolite », 2012  (ISBN 978-2-234-07192-6) ; réédition, Paris, LGF coll. « Le Livre de poche. Biblio » no 33639, 2015  (ISBN 978-2-253-09970-3)
- Zombie (1995) Publié en français sous le titre Zombi, Paris, Stock, coll. « La Cosmopolite », 2011  (ISBN 978-2-234-06499-7) ; réédition, Paris, LGF coll. « Le Livre de poche » no 3313, 1999  (ISBN 2-253-93313-9) ; réédition, Paris, Stock, coll. « La Cosmopolite », 2011  (ISBN 978-2-234-06499-7) ; réédition, Paris, LGF coll. « Le Livre de poche » no 33570, 2014  (ISBN 978-2-253-09969-7)
- We Were the Mulvaneys (1996) Publié en français sous le titre Nous étions les Mulvaney, Paris, Stock, coll. « Nouveau Cabinet cosmopolite », 1998  (ISBN 2-234-04957-1) ; réédition, Paris, Stock, coll. « La Cosmopolite », 2008  (ISBN 978-2-234-06046-3) ; réédition, Paris, LGF coll. « Le Livre de poche. Biblio » no 32103, 2011  (ISBN 978-2-253-15750-2)
- Man Crazy (1997) Publié en français sous le titre Man Crazy, Paris, Stock, coll. « Nouveau Cabinet cosmopolite », 1999  (ISBN 2-234-05077-4) ; réédition, Paris, LGF coll. « Le Livre de poche. Biblio » no 3335, 2000  (ISBN 2-253-93335-X)
- Broke Heart Blues (1999) Publié en français sous le titre Johnny blues, Paris, Stock, coll. « La Cosmopolite », 2002  (ISBN 2-234-05534-2) ; réédition, Paris, LGF coll. « Le Livre de poche » no 30102, 2004  (ISBN 2-253-10814-6)
- Blonde (2000) Publié en français sous le titre Blonde, Paris, Stock, coll. « La Cosmopolite », 2000  (ISBN 2-234-05290-4) ; réédition, Paris, LGF coll. « Le Livre de poche » no 15285, 2002  (ISBN 2-253-15285-4)
- Middle Age: A Romance (2001) Publié en français sous le titre Hudson River, Paris, Stock, coll. « Les Mots étrangers », 2004  (ISBN 2-234-05656-X) ; réédition, Paris, LGF coll. « Le Livre de poche » no 30573, 2012  (ISBN 978-2-253-11112-2)
- I'll Take You There (2002) Publié en français sous le titre Je vous emmène, Paris, Stock, coll. « Les Mots étrangers », 2004  (ISBN 2-234-05717-5)
- The Tattooed Girl (2003) Publié en français sous le titre La Fille tatouée, Paris, Stock, coll. « La Cosmopolite », 2006  (ISBN 2-234-05876-7) ; réédition, Paris, LGF coll. « Le Livre de poche » no 31117, 2008  (ISBN 978-2-253-12091-9)
- The Falls (2004) Publié en français sous le titre Les Chutes, Paris, Philippe Rey, 2005  (ISBN 2-84876-034-6) ; réédition, Paris, Points no 1519, 2006  (ISBN 2-7578-0089-2) ; réédition, Pointdeux, 2011  (ISBN 978-2-36394-014-8)
- Missing Mom (2005) Publié en français sous le titre Mère disparue, Paris, Philippe Rey, 2007  (ISBN 978-2-84876-095-7) ; réédition, Paris, Points no 2024, 2008  (ISBN 978-2-7578-0933-4)
- Black Girl, White Girl (2006) Publié en français sous le titre Fille noire, Fille blanche, Paris, Philippe Rey, 2009  (ISBN 978-2-84876-149-7) ; réédition, Paris, Points no 2587, 2011  (ISBN 978-2-7578-1928-9)
- The Gravedigger's Daughter (2007) Publié en français sous le titre La Fille du fossoyeur, Paris, Philippe Rey, 2008  (ISBN 978-2-84876-121-3) ; réédition, Paris, Points coll. « Signatures » no 2487, 2010  (ISBN 978-2-7578-1214-3)
- My Sister, My Love (2008) Publié en français sous le titre Petite sœur, mon amour : l'histoire intime de Skyler Rampike, Paris, Philippe Rey, 2010  (ISBN 978-2-84876-169-5) ; réédition, Paris, Points no 2714, 2011  (ISBN 978-2-7578-2355-2)
- Little Bird of Heaven (2009) Publié en français sous le titre Petit oiseau du ciel, Paris, Philippe Rey, 2012  (ISBN 978-2-84876-218-0) ; réédition, Paris, Points no 3138, 2013  (ISBN 978-2-7578-3300-1)
- Mudwoman (2012) Publié en français sous le titre Mudwoman, Paris, Philippe Rey, 2013  (ISBN 978-2-84876-360-6) ; réédition, Paris, Points no 3352, 2014  (ISBN 978-2-7578-4063-4)
- Daddy Love (2013) Publié en français sous le titre Daddy Love, Paris, Philippe Rey, 2016  (ISBN 978-2-84876-510-5) ; réédition, Paris, Points no 4565, 2017  (ISBN 978-2-7578-6495-1)
- Carthage (2014) Publié en français sous le titre Carthage, Paris, Philippe Rey, 2015  (ISBN 978-2-84876-481-8)
- The Sacrifice (2015) Publié en français sous le titre Sacrifice, Paris, Philippe Rey, 2016  (ISBN 978-2-84876-546-4)
- Jack of Spades (2015) Publié en français sous le titre Valet de pique, Paris, Philippe Rey, 2017  (ISBN 978-2-84876-585-3)
- The Man Without a Shadow (2016) Publié en français sous le titre L'Homme sans ombre, Paris, Philippe Rey, 2018  (ISBN 978-2-84876-698-0)
- A Book of American Martyrs (2017) Publié en français sous le titre Un livre de martyrs américains, Paris, Philippe Rey, 2019  (ISBN 978-2-84876-756-7)
- Hazards of Time Travel (2018) Publié en français sous le titre Le Petit Paradis, Paris, Philippe Rey, 2019  (ISBN 978-2-84876-727-7)
- My Life As a Rat (2019) Publié en français sous le titre Ma vie de cafard, Paris, Philippe Rey, 2020  (ISBN 978-2-84876-834-2)
- Pursuit (2019) Publié en français sous le titre Poursuite, Paris, Philippe Rey, 2021, 220 pages  (ISBN 978-2-84876-860-1)
- Night. Sleep. Death. The Stars (2020)Publié en français sous le titre La Nuit. Le Sommeil. La Mort. Les Étoiles. Paris, Philippe Rey, 2021, 928 pages  (ISBN 978-2-84876-895-3)
- Cardiff, by the Sea (2020)Publié en français sous le titre Cardiff, près de la mer', Paris, Philippe Rey, 2022  (ISBN 978-2-84876-941-7)
- Breathe (2021)Publié en français sous le titre Respire, Paris, Philippe Rey, 2022, 400 pages  (ISBN 978-2-84876-963-9)
- Babysitter: A novel (2022) Publié en français sous le titre Babysitter[9], Paris, Philippe Rey, 2023, 608 pages,  (ISBN 978-2-84876-941-7)
- 48 Clues into the Disappearance of My Sister (2023)Publié en français sous le titre 48 indices sur la disparition de ma sœur, Paris, Philippe Rey, 2024, 288 pages  (ISBN 978-2-38482-074-0)
- Butcher (2024) Publié en français sous le titre Boucher, Paris, Philippe Rey, 2024, 480 pages,  (ISBN 978-2-38482-110-5)

### Nouvelles
- The Triumph of the Spider Monkey (1976) Publié en français sous le titre Le Triomphe du singe-araignée, Montréal, Les Allusifs no 84, 2009  (ISBN 978-2-922868-96-8) ; réédition, Paris, Points no 2779  (ISBN 978-2-7578-1902-9)
- I Lock My Door Upon Myself (1990) Publié en français sous le titre Un amour noir, Paris, Édition du Félin, 1993  (ISBN 2-86645-135-X) ; réédition, Paris, Gallimard, coll. « Folio » no 3212  (ISBN 2-07-040520-6)
- The Rise of Life on Earth (1991) Publié en français sous le titre Au commencement était la vie, Paris, Édition du Félin, 1994  (ISBN 2-86645-171-6) ; réédition, Paris, Gallimard, coll. « Folio » no 3211  (ISBN 2-07-040519-2)
- Black Water (1992) Publié en français sous le titre Reflets en eau trouble, Paris, Écriture, 1993  (ISBN 2-909240-06-1) ; réédition, Arles, Actes Sud, coll. « Babel » no 472  (ISBN 2-7427-2279-3)
- First Love: A Gothic Tale (1996) Publié en français sous le titre Premier Amour, Arles, Actes Sud, 1999  (ISBN 978-2-74271-658-6)
- Beasts (2002) Publié en français sous le titre Délicieuses Pourritures, Paris, Philippe Rey, 2003  (ISBN 2-84876-002-8) ; réédition, Paris, J'ai lu no 7746, 2005  (ISBN 2-290-34188-6)
- Rape: A Love Story (2003) Publié en français sous le titre Viol, une histoire d'amour, Paris, Philippe Rey, 2006  (ISBN 2-84876-054-0) ; réédition, Paris, Points no 1780, 2007  (ISBN 978-2-7578-0209-0)
- A Fair Maiden (2010) Publié en français sous le titre Le Mystérieux Mr Kidder, Paris, Philippe Rey, 2013  (ISBN 978-2-84876-290-6) ; réédition, Paris, Points no 3249, 2014  (ISBN 978-2-7578-3849-5)
- Patricide (2012)
- The Rescuer (2012)
- Lovely, Dark, Deep (2014) Publié en français sous le titre Trahison, Paris, Philippe Rey 2018  (ISBN 978-2-84876-700-0) ; réédition, Paris, Points no 5146  (ISBN 978-2-7578-7576-6)
- 33 Clues Into the Disappearance of My Sister (2022). Novella parue dans le  Ellery Queen's Mystery Magazine, mars-avril 2022

### Romans signés Rosamond Smith
- Lives of the Twins (1987), aussi titré Kindred Passions Publié en français sous le titre L'Amour en double. Traduction Anne Rabinovitch, Paris, Stock, 1989
- Soul/Mate (1989) Publié en français sous le titre Le Sourire de l'ange, Paris, L'Archipel, 1994  (ISBN 2-909241-72-6)
- Nemesis (1990) Publié en français sous le titre Le Département de musique, Paris, J.-C. Lattès, 1992  (ISBN 2-7096-1111-2)
- Snake Eyes (1992) Publié en français sous le titre Œil-de-Serpent, Paris, L'Archipel, 1993  (ISBN 2-909241-46-7) ; réédition, Paris, Pocket no 4207, 1994  (ISBN 2-266-06149-6)
- You Can't Catch Me (1995) Publié en français sous le titre Une troublante identité, Paris, Belfond, 2000  (ISBN 2-7144-3446-0)
- Double Delight (1997) Publié en français sous le titre Double Délice, Paris, Belfond, 2000  (ISBN 2-7144-3552-1) ; réédition sous le titre Fleur vénéneuse, Paris, Archipoche no 342, 2015  (ISBN 978-2-35287-732-5)
- Starr Bright Will Be With you Soon (1999) Publié en français sous le titre Double diabolique, Paris, L'Archipel, 2005  (ISBN 2-84187-639-X) ; réédition, Paris, L'Archipel coll. « Archipoche » no 24, 2006  (ISBN 978-2-35287-023-4)
- The Barrens (2001) Publié en français sous le titre Le Ravin, Paris, L'Archipel, 2003  (ISBN 2-84187-540-7) ; réédition, Paris, J'ai lu coll. « Policier » no 7853, 2013  (ISBN 978-2-290-07299-8)

### Romans signés Lauren Kelly
- Take Me, Take Me With You (2003) Publié en français sous le titre Emmène-moi, emmène-moi, Paris, Albin Michel, 2005  (ISBN 2-226-16708-0) ; réédition, Paris, LGF coll. « Le Livre de poche. Thriller » no 37237, 2007  (ISBN 978-2-253-12061-2)
- The Stolen Heart (2005) Publié en français sous le titre Cœur volé, Paris, Albin Michel, coll. « Carré jaune », 2006  (ISBN 2-226-17356-0)
- Blood Mask (2006) Publié en français sous le titre Masque de sang, Paris, Albin Michel, 2010  (ISBN 978-2-226-21870-4)

### Recueils de nouvelles
- By the North Gate (1963)
- Upon the Sweeping Flood And Other Stories (1966)
- The Wheel of Love and Other Stories (1970) Publié en français sous le titre Corps, Paris, Stock, 1973 ; réédition partielle et bilingue sous le titre Démons, Paris, Aubier-Flammarion, coll. « En bilingue » no 62, 1976  (ISBN 2-08-220562-2)
- Marriages and Infidelities (1972) Publié en français sous le titre Mariages et Infidélités, Paris, Stock, coll. « Nouveau Cabinet cosmopolite », 1980  (ISBN 2-234-01140-X)
- The Goddess and Other Women (1974)
- The Hungry Ghosts: Seven Allusive Comedies (1974)
- Where Are You Going, Where Have You Been?: Stories of Young America (1974)
- The Poisoned Kiss and Other Stories from the Portuguese (1975)
- The Seduction and Other Stories (1975)
- Crossing the Border (1976)
- Night-Side (1977)
- All the Good People I've Left Behind (1979)
- A Sentimental Education (1980)Publié en français sous le titre Une éducation sentimentale, Paris, Stock, coll. « Nouveau Cabinet cosmopolite », 1983  (ISBN 2-234-01569-3)
- Last Days: Stories (1984) Publié en français sous le titre L'Homme que les femmes adoraient, Paris, Stock, coll. « Nouveau Cabinet cosmopolite », 1986  (ISBN 2-234-01921-4)
- Raven's Wing (1986) Publié en français sous le titre Aile de corbeau, Paris, Stock, coll. « Nouveau Cabinet cosmopolite » no 148, 1989  (ISBN 2-234-02156-1)
- The Assignation (1988) Publié en français sous le titre Le Rendez-vous, Paris, Stock, coll. « Nouveau Cabinet cosmopolite », 1993  (ISBN 2-234-02506-0)
- Oates in Exile (1990)
- Heat & Other Stories (1991) Publié en français sous le titre Vallée de la mort, Paris, Philippe Rey, 2009  (ISBN 978-2-84876-150-3) ; réédition, Paris, Points no 2488, 2010  (ISBN 978-2-7578-1929-6)
- Where is Here? (1992)
- Where Are You Going, Where Have You Been? (en): Selected Early Stories (1993)
- Haunted: Tales of the Grotesque (1994) Publié en français sous le titre Hantises : histoires grotesques, Paris, Stock, coll. « Les Mots étrangers », 2005  (ISBN 2-234-05825-2) ; réédition, Paris, LGF coll. « Le Livre de poche » no 30742, 2007  (ISBN 978-2-253-11852-7)
- Demon and Other Tales (1996)
- Will You Always Love Me? And Other Stories (1996)
- The Collector of Hearts: New Tales of the Grotesque (1998)
- Faithless: Tales of Transgression (2001) Publié en français sous le titre Infidèle : histoires de transgression, Paris, Stock, coll. « Les Mots étrangers », 2003  (ISBN 2-234-05631-4) ; réédition, Paris, LGF coll. « Le Livre de poche » no 30424, 2005  (ISBN 2-253-10946-0)
- I Am No One You Know: Stories (2004) Publié en français sous le titre Vous ne me connaissez pas, Paris, Philippe Rey, 2006  (ISBN 2-84876-067-2) ; réédition, Paris, Points no 2194, 2009  (ISBN 978-2-7578-0555-8)
- The Female of the Species: Tales of Mystery and Suspense (2006) Publié en français sous le titre Les Femelles, Paris, Philippe Rey, 2007  (ISBN 978-2-84876-096-4) ; réédition, Paris, Points no 2313, 2010  (ISBN 978-2-7578-0934-1)
- High Lonesome: New & Selected Stories, 1966-2006 (2006)
- The Museum of Dr. Moses: Tales of Mystery and Suspense (2007) Publié en français sous le titre Le Musée du Dr Moses : histoires de mystère et de suspense, Paris, Philippe Rey, 2012  (ISBN 978-2-84876-210-4)
- Wild Nights! (2008) Publié en français sous le titre Folles Nuits, Paris, Philippe Rey, 2011  (ISBN 978-2-84876-182-4) ; réédition, Paris, Points no 2912, 2012  (ISBN 978-2-7578-2986-8)
- Dear Husband (2009) Publié en français sous le titre Cher époux, Paris, Philippe Rey, 2013  (ISBN 978-2-84876-362-0) ; réédition, Paris, Points, 2015  (ISBN 978-2-7578-4918-7)
- Sourland: Stories (2010) Publié en français sous le titre Terres amères, Paris, Philippe Rey, 2015  (ISBN 978-2-84876-483-2) ; réédition, Paris, Points, 2016  (ISBN 978-2-7578-5983-4)
- Give Me Your Heart: Tales of Mystery and Suspense (2011) Publié en français sous le titre Étouffements, Paris, Philippe Rey, 2012  (ISBN 978-2-84876-220-3) ; réédition, Paris, Points no 4066, 2015  (ISBN 978-2-7578-3337-7)
- The Corn Maiden and Other Nightmares (2011) Publié en français sous le titre La Princesse-Maïs et autres cauchemars, Paris, Philippe Rey, 2017  (ISBN 978-2-84876-621-8)
- Black Dahlia & White Rose (2012) Publié en français sous le titre Dahlia noir et Rose blanche, Paris, Philippe Rey, 2016  (ISBN 978-2-84876-548-8) ; réédition, Paris, Points no 4694, 2017  (ISBN 978-2-7578-6657-3)
- Evil Eye: Four Novellas of Love Gone Wrong (2013) Publié en français sous le titre Amours mortelles, Paris, Philippe Rey, 2018  (ISBN 978-2-84876-654-6) ; réédition, Paris, Points no 4985, 2019  (ISBN 978-2-7578-7538-4)
- High Crime Area: Tales of Darkness and Dread (2014)
- Lovely, Dark, Deep (2014)
- The Doll-Master and Other Tales of Terror (2016) Publié en français sous le titre Le Maître des poupées, Paris, Philippe Rey, 2019  (ISBN 978-2-84876-758-1)
- Beautiful Days (2018) Publié en français sous le titre Beaux Jours, Paris, Philippe Rey, 2021  (ISBN 978-2-84876-897-7)
- Night-Gaunts and Other Tales of Suspense (2018)
- Night, Neon: Tales of Mystery and Suspense (2021) Publié en français sous le titre Nuit, néon, Paris, Philippe Rey, 2023  (ISBN 978-2-84876-992-9)
- The (Other) You (2021) Publié en français sous le titre Un (autre) toi, Paris, Philippe Rey, 2022  (ISBN 978-2-84876-965-3)
- Extenuating Circumstances  (Novembre 2022)
- Zero Sum (2023) Publié en français sous le titre Monstresœur, Paris, Philippe Rey, 2023  (ISBN 978-2-38482-044-3)
- Flint Kill Creek: Stories of Mystery and Suspense  (2024)

### Pièces de théâtre
- Miracle Play (1974)
- Three Plays (1980)
- Tone Clusters (1990) Publié en français sous le titre En cas de meurtre, Arles, Actes Sud, coll. « Actes Sud-Papiers », 1996  (ISBN 2-7427-0415-9)
- In Darkest America (1991)
- I Stand Before You Naked (1991)
- Twelve Plays (1991), dont la pièce intitulée Black
- The Perfectionist and Other Plays (1995)
- New Plays (1998)
- Dr. Magic: Six One Act Plays (2004)

### Poésie
- Women In Love and Other Poems (1968)
- Anonymous Sins & Other Poems (1969)
- Love and Its Derangements (1970)
- Angel Fire (1973)
- Dreaming America (1973)
- The Fabulous Beasts (1975)
- Women Whose Lives Are Food, Men Whose Lives Are Money (1978)
- Invisible Woman: New and Selected Poems, 1970–1982 (1982)
- The Time Traveler (1989)
- Tenderness (1996)

### Ouvrages de littérature d'enfance et de jeunesse
- Come Meet Muffin! (1998)
- Big Mouth & Ugly Girl (2002) Publié en français sous le titre Nulle et Grande Gueule, Paris, Gallimard jeunesse, 2002  (ISBN 2-07-053684-X) ; réédition, Paris, Gallimard, coll. « Folio » no 4059, 2004  (ISBN 2-07-042571-1)
- Where Is Little Reynard? (2003)
- Naughty Chérie! (2008)
- Small Avalanches and Other Stories (2003)
- Freaky Green Eyes (2003) Publié en français sous le titre Zarbie les yeux verts, Paris, Gallimard, coll. « Scripto », 2005  (ISBN 2-07-050858-7)
- Sexy (2005) Publié en français sous le titre Sexy, Paris, Gallimard coll. « Scripto », 2007  (ISBN 978-2-07-057468-1) ; réédition, Paris, Gallimard, coll. « Folio » no 4908, 2009  (ISBN 978-2-07-038083-1)
- After the Wreck, I Picked Myself Up, Spread My Wings, and Flew Away (2006) Publié en français sous le titre Un endroit où se cacher, Paris, Albin Michel, traduction Dorothée Zumstein, 2010  (ISBN 978-2-226-19543-2) Nouvelle traduction : Dans le bleu, éditions Robert Laffont, traduction Clémentine Beauvais, 2022, 288 p.  (ISBN 9782221262870)
- Two or Three Things I Forgot to Tell You (2012) Publié en français sous le titre Ce que j'ai oublié de te dire, Paris, Albin Michel, 2014  (ISBN 978-2-226-25258-6)

### Essais et mémoires
- The Edge of Impossibility: Tragic Forms in Literature (1972)
- The Hostile Sun: The Poetry of D.H. Lawrence (1973)
- New Heaven, New Earth: The Visionary Experience in Literature (1974)
- The Picture of Dorian Gray: Wilde’s Parable of the Fall (1980)
- Contraries: Essays (1981)
- The Profane Art: Essays & Reviews (1983)
- On Boxing (1987) Publié en français sous le titre De la boxe, Paris, Stock, 1988  (ISBN 2-234-02077-8)
- (Woman) Writer: Occasions and Opportunities (1988)
- George Bellows: American Artist (1995)
- They Just Went Away (1995)
- Where I've Been, And Where I'm Going: Essays, Reviews, and Prose (1999)
- The Faith of a Writer: Life, Craft, Art (2003) Publié en français sous le titre La Foi d'un écrivain, Paris, Philippe Rey, 2004  (ISBN 2-84876-021-4)
- Uncensored: Views & (Re)views (2005)
- The Journal of Joyce Carol Oates: 1973-1982 (2007) Publié en français sous le titre Journal, 1973-1982, Paris, Philippe Rey, 2009  (ISBN 978-2-84876-139-8) ; réédition, Paris, Points no 3022, 2013  (ISBN 978-2-7578-1676-9)
- In the Absence of Mentors/Monsters (2009)
- In Rough Country (2010)
- A Widow's Story: A Memoir (2011) Publié en français sous le titre J'ai réussi à rester en vie, Paris, Philippe Rey, 2011  (ISBN 978-2-84876-194-7) ; réédition, Paris, Points no 2911, 2012  (ISBN 978-2-7578-2158-9)
- The Lost Landscape: A Writer's Coming of Age (2015) Publié en français sous le titre Paysage perdu : de l'enfant à l'écrivain, Paris, Philippe Rey, 2017  (ISBN 978-2-84876-617-1) ; réédition, Paris, Points no 4984, 2019  (ISBN 978-2-7578-7104-1)

### Livres audio
- Dis-moi que tu me pardonnes ?, lu par Isabelle Otero, 2009, Paris, des femmes-Antoinette Fouque, coll. « La Bibliothèque des voix », Coup de cœur 2010 de l'Académie Charles-Cros  (EAN 3328140021080).

## Distinctions

### Lauréate
- 1967 : O. Henry Award - In the Region of Ice (nouvelle)
- 1968 : M. L. Rosenthal Award, National Institute of Arts and Letters - Le Jardin des délices (A Garden of Earthly Delights)
- 1970 : National Book Award - Eux (Them)
- 1973 : O. Henry Award - The Dead (nouvelle)
- 1990 : Rea Award for the Short Story
- 1995 : Prix Bram Stoker du meilleur roman - Zombi (Zombie)
- 1996 : PEN/Malamud Award for Excellence in the Art of the Short Story
- 2002 : Peggy V. Helmerich Distinguished Author Award
- 2003 : Kenyon Review Award for Literary Achievement
- 2005 : Prix Femina étranger - Les Chutes (The Falls)
- 2006 : Chicago Tribune Literary Prize
- 2010 :
  - National Humanities Medal
  - Coup de cœur de l'Académie Charles-Cros pour le livre audio français Dis-moi que tu me pardonnes ? lu par Isabelle Otero à La Bibliothèque des voix
- 2011 : Prix Bram Stoker du meilleur recueil de nouvelles pour The Corn Maiden and Other Nightmares
- 2011 : Prix World Fantasy de la meilleure nouvelle pour Fossil-Figures (nouvelle)
- 2011 : Honorary Doctor of Arts, Université de Pennsylvanie
- 2013 : Meilleur livre étranger 2013 du magazine Lire pour Mudwoman
- 2015 : Prix du meilleur roman des lecteurs de Points[10] pour Mudwoman
- 2016 : Prix Bram Stoker du meilleur recueil de nouvelles pour The Doll-Master and Other Tales of Terror
- 2016 : Prix Bram-Stoker de la meilleure nouvelle courte pour The Crawl Space
- 2019 : Prix Jérusalem
- 2020 : Prix Cino Del Duca de l'Institut de France

### Finaliste
- 1968 : National Book Award - Le Jardin des délices (A Garden of Earthly Delights)
- 1969 : National Book Award - Des gens chics (Expensive People)
- 1972 : National Book Award - Le Pays des merveilles (Wonderland)
- 1990 : National Book Award - Cette saveur amère de l'amour (Because It Is Bitter, and Because It Is My Heart)
- 1992 : National Book Critics Circle Award for Fiction - Reflets en eau trouble (Black Water)
- 1993 : Pulitzer Prize - Reflets en eau trouble (Black Water)
- 1995 : PEN/Faulkner Award - Corky (What I Lived For)
- 2023 ; Prix Thriller de la meilleure nouvelle - 33 Clues Into the Disappearance of My Sister[11]

## Commentaires de quelques-unes de ses œuvres

### Blonde(2000)
Elle essaye dans cet ouvrage, à travers une œuvre de fiction, de capter la vérité spirituelle et poétique de Marilyn Monroe. Ce roman a été adapté pour Netflix par Andrew Dominik, avec Ana de Armas dans le rôle de la célèbre star.

### The Accursed(2013)
Le roman gothique Maudits (en) raconte une malédiction qui se serait déroulée pour l'essentiel dans quelques familles dirigeantes de l'Université de Princeton en 1905-1906. Des personnages réels sont évoqués et font irruption dans cette œuvre de fiction, tels Woodrow Wilson, Upton Sinclair et Jack London. Stephen King, notamment, a recommandé la lecture de ce roman postmoderne.

### Daddy Love(2013)
Le 21 avril 2006, à Ypsilanti (Michigan), sur un parking de supermarché, une jeune mère est assommée au marteau, et son fils Robbie (5 ans) enlevé à bord d'un monospace. La mère est traînée par le véhicule sur plusieurs mètres. Le mari, Whit Whitcomb, DJ, animateur de radio, passe désormais une grande partie de son temps à chercher des traces du ravisseur. La mère est plus atteinte physiquement, et psychologiquement. Aucun ne perd espoir.
En mai 2012, au New Jersey, un enfant de onze ans, Gideon Cash, est sauvé de son poursuivant... finit par retrouver ses parents, et par suivre, en partie avec eux, une thérapie auprès du docteur Miriam Kozdoi, ne serait-ce que pour comprendre ce qui s'est passé pendant ces six années, auxquelles il a survécu, et dans quel état.
Chester Czechi, jeune garçon, assez traumatisé, tue un cousin. À la sortie du pénitencier, à 20 ans, il a surtout appris à devenir invisible, insoupçonnable. Il devient le révérend Chet Cash, prédicateur itinérant de l'Espoir éternel. Il en vit plus ou moins bien, surtout grâce aux gens qu'il rencontre lors de ses prédications. Il enlève un petit garçon, le forme à son usage, et s'en débarrasse à la puberté. Le fils adopté le plus connu des voisins reste Deutéronome. Gideon est le seul à avoir survécu. Son remplaçant potentiel, Kendall McKane, est retrouvé par la police dans le monospace Chrysler, mort dans la caisse, une statue creuse en bois de la Vierge Marie.
Comment le petit Robbie a-t-il pu vivre pendant six ans, dans le New-Jersey, au service d'un tel individu ? Oublier son passé, rester invisible, ne pas décevoir son Daddy Love, ne pas être puni... La romancière explore les liens complexe qui unissent la jeune victime à son bourreau.

### Babysitter(2022)
Un prédateur sexuel et tueur en série, surnommé Babysitter, assassine des enfants après les avoir enlevés et torturés pendant plusieurs jours. Un couple, Hannah et Wes Jarrett, à l'existence paisible et confortable, un « rêve américain » en quelque sorte, se pense à l'abri des faits et gestes de ce tueur. Mais Hannah recherche l'aventure dans les bras d'un mystérieux amant. Frissons, malaise et frayeurs.

## Adaptations de son œuvre

### Cinéma
- 1985 : Smooth Talk, film américain réalisé par Joyce Chopra, d'après la nouvelle Where Are You Going, Where Have You Been? (en)
- 1996 : Foxfire, film américain réalisé par Annette Haywood-Carter
- 1999 : Getting to Know You, film américain réalisé par Lisanne Skyler
- 2012 : Foxfire, confessions d'un gang de filles (Foxfire), film franco-britanno-canadien réalisé par Laurent Cantet
- 2017 : L'Amant double, film français réalisé par François Ozon, librement adapté du roman Lives of the Twins
- 2017 : Vengeance, film américain réalisé par Johnny Martin, adapté du roman Viol, une histoire d'amour
- 2022 : Blonde, film américain réalisé par Andrew Dominiki, adapté du roman éponyme

### Télévision
- 1991 : Trouble Jeu (Lies of the Twins), téléfilm américain réalisé par Tim Hunter
- 2001 : Blonde, mini-série américano-australo-canadienne réalisée par Joyce Chopra
- 2002 : Une famille déchirée (We Were the Mulvaneys), téléfilm américain réalisé par Peter Werner